# 눈축제
눈축제 또는 얼음축제 또는 빙설제는 눈이나 얼음을 주제로 한 축제이다.

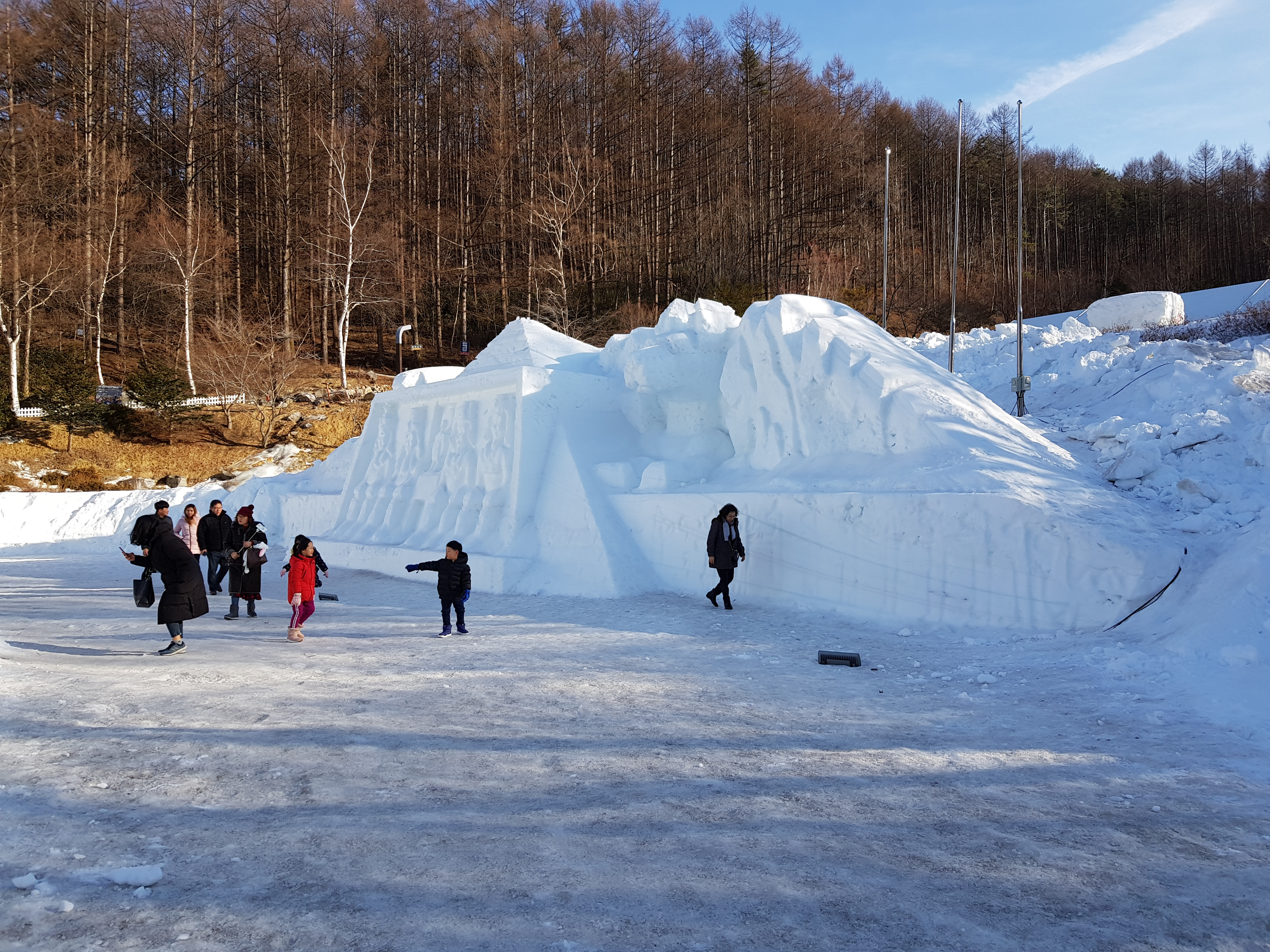
2019년 태백산 눈축제

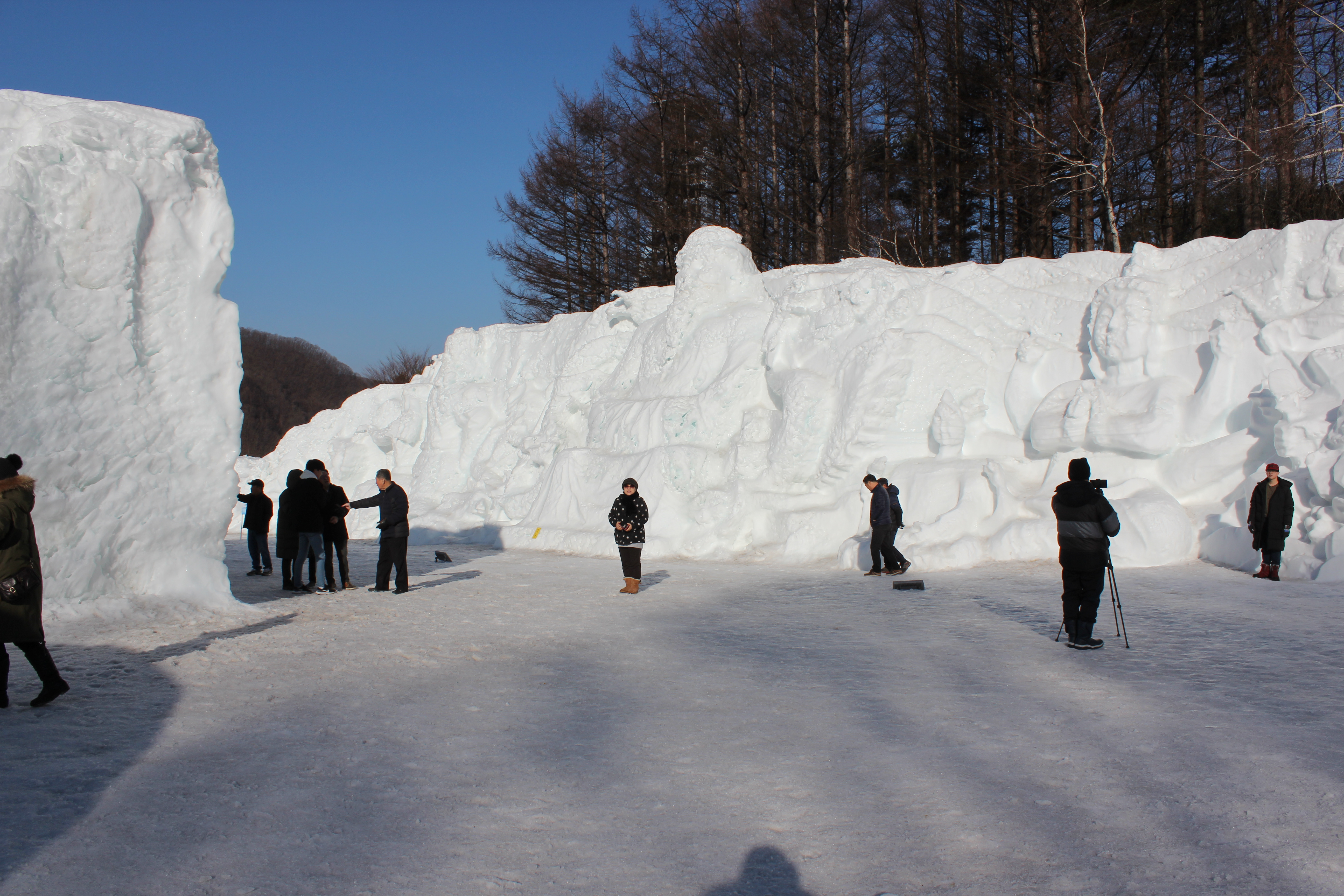
태백산 눈축제 2019년 2월 4일

## 눈 축제의 예
- 삿포로 눈축제 (일본)
- 태백산 눈축제 (한국)
- 하얼빈 빙설제 (중국)